# Works of Carnage
Works of Carnage – piąty studyjny album brazylijskiego Krisiun.

## Lista utworów
Opracowano na podstawie materiału źródłowego.
1. „Thorns of Heaven” – 3:52
2. „Murderer” – 2:43
3. „Ethereal World” – 2:20
4. „Works of Carnage” – 3:27
5. „Slaughtering Void” – 3:05
6. „Scourged Centuries” – 2:21
7. „War Ritual” – 1:12
8. „Wolfen Tyranny” – 2:53
9. „Sentinel of the Fallen Earth” – 3:13
10. „Shadows” – 1:49
11. „In League with Satan” (cover Venom) – 2:48
12. „Outro” – 2:09
13. „They Call Me Death” – 2:43

## Twórcy
Opracowano na podstawie materiału źródłowego.

- Moyses Kolesne - gitara elektryczna
- Max Kolesne - perkusja
- Alex Camargo - śpiew, gitara basowa
- Eric de Haas - zdjęcia
- Jacek Wiśniewski - okładka, oprawa graficzna
- Sébastien Bussières - miksowanie, mastering
- Guilherme Morais - inżynieria
- Edu Recife - inżynieria
- Pierre Rémillard - produkcja, inżynieria, miksowanie, mastering, instrumenty klawiszowe
- Patrick Schombert - oprawa graficzna (reedycja)
- Nadine Mainka - oprawa graficzna (reedycja)
- David Torelli - oprawa graficzna (reedycja)